# Sida glabra
Sida glabra är en malvaväxtart som beskrevs av Philip Miller. Sida glabra ingår i släktet sammetsmalvor, och familjen malvaväxter. Utöver nominatformen finns också underarten S. g. setifera.